# Декорація
Дикорація (від лат. decoratio, від decorare — «прикрашати») — багатозначний термін:
- Декорація в театрі — оформлення сцени, що відтворює матеріальне середовище, в котрому діє актор. Декорація створюється за допомогою живопису, графіки, архітектури, освітлення, сценічної техніки, проєкції, кіно та інших виражальних засобів. Основними системами декорації є: кулісна пересувна; кулісно-арочна підйомна; павільйонна; об'ємна; проєкційна.
- Декорація в кіно — художнє або архітектурне оформлення простору, в межах якого відбувається зйомка кінофільму.
- Декорація (декорування) — в галузі мистецтва, ремесел і промислів
- Декорація (декорування) — в харчовій галузі (покращення зовнішнього вигляду тортів, печива, цукерок тощо)
- Декорація — в галузі архітектури, будівництва (дизайн інтер'єру, зовнішня та внутрішня обробка будівлі)
- Декорація — об'єкт або дія, спрямована на збільшення краси обличчя, тіла і т. д.
- Декорація в негативному значенні слова — зовнішньо показне, привабливе, але з прихованим негативом, непринадністю.

## Галерея

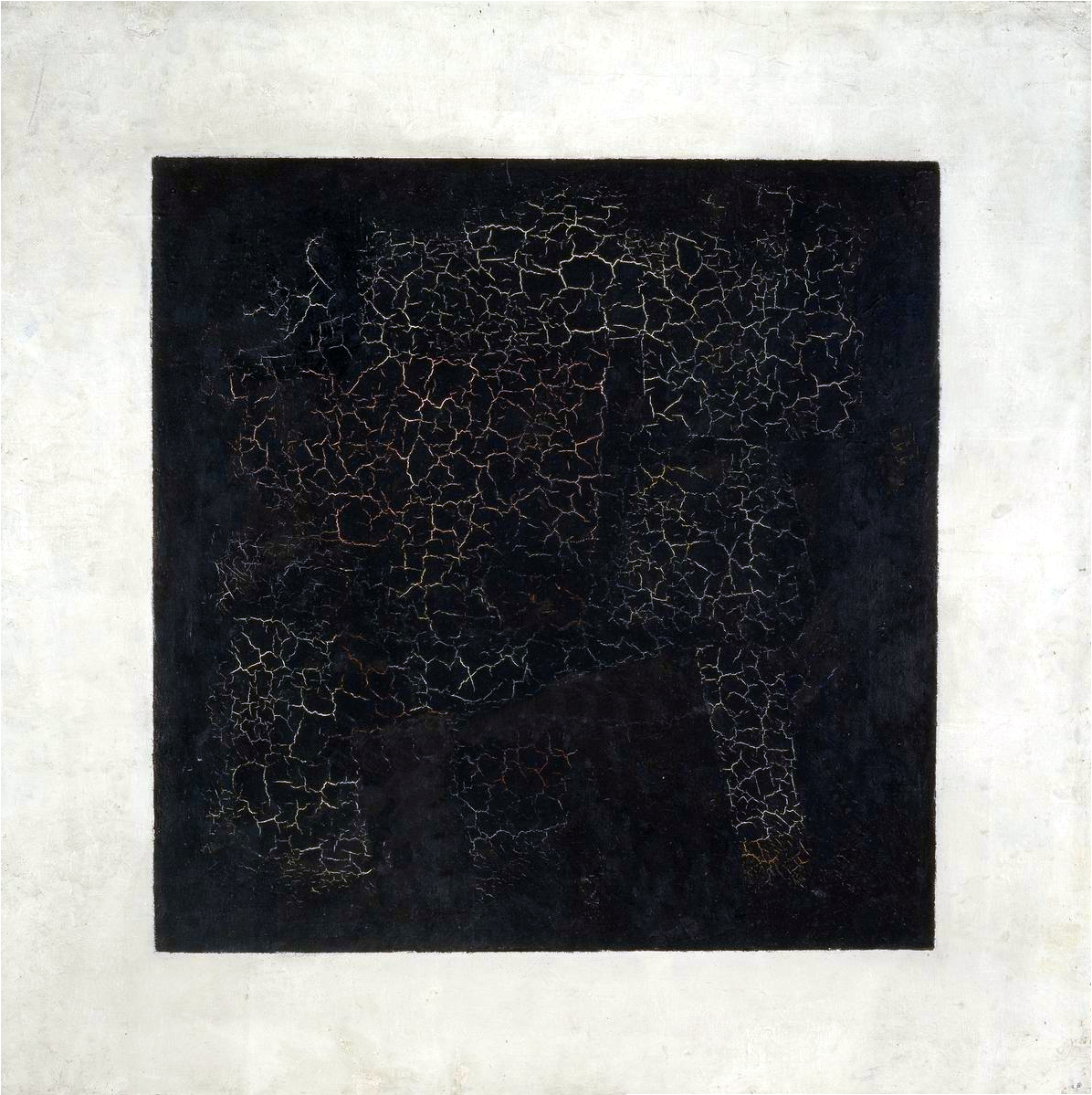
Чорний супрематичний квадрат Малевича
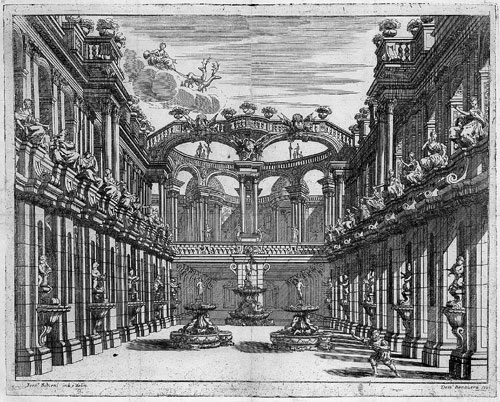
Сценограф Фердинандо Бібієна, сценічна декорація
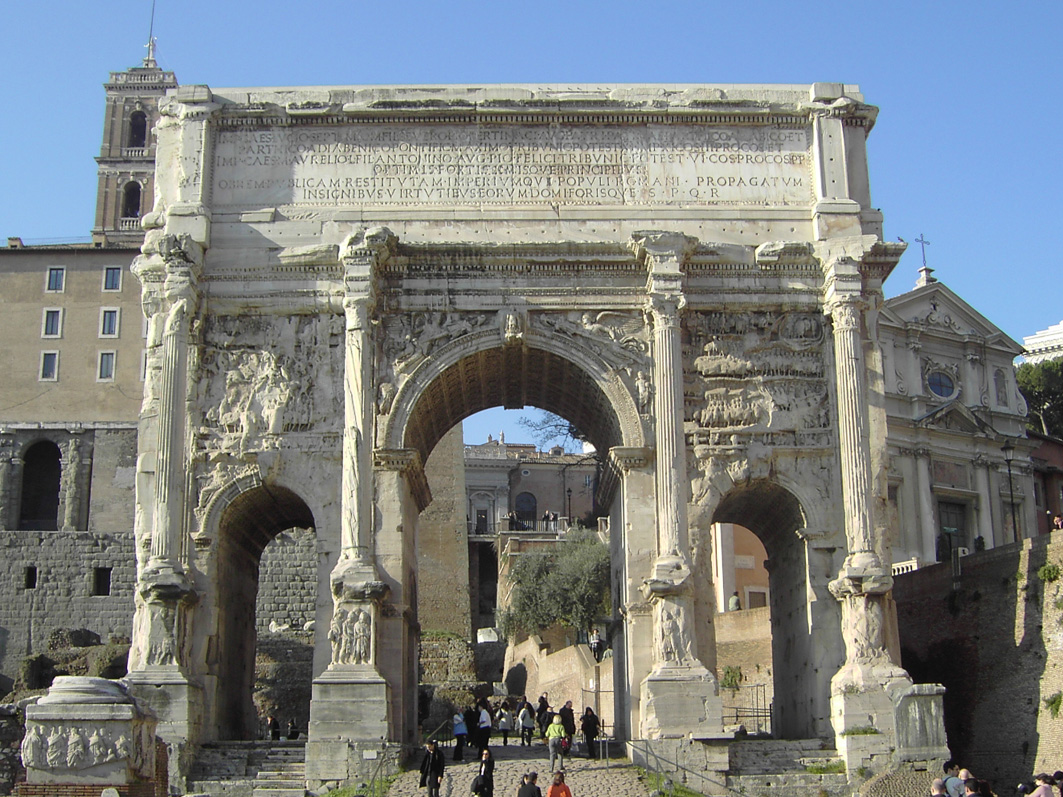
Тріумфальна арка Септіміуса Северуса
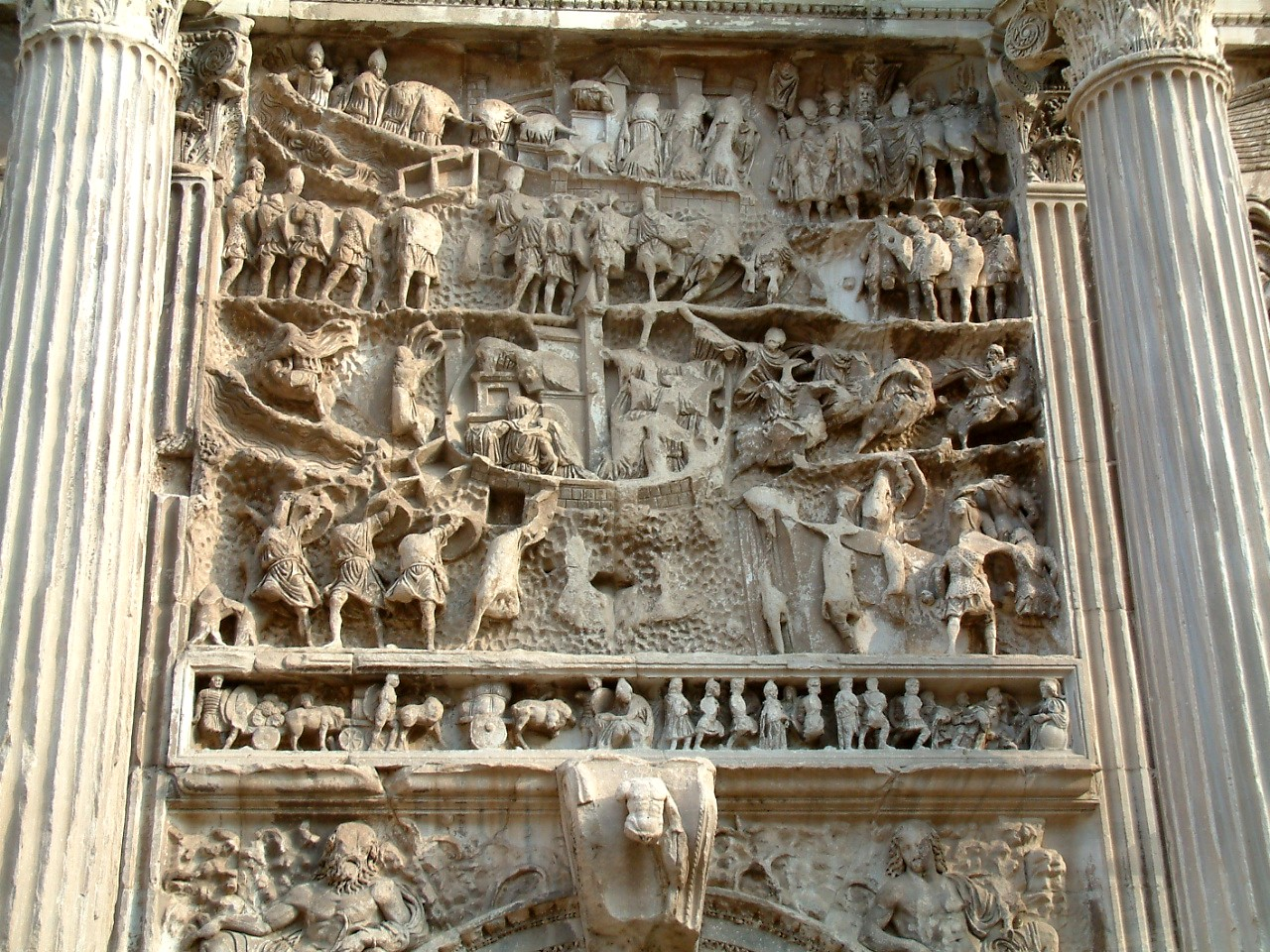
Облога Селевкії, рельєф з арки Септіміуса Северуса/
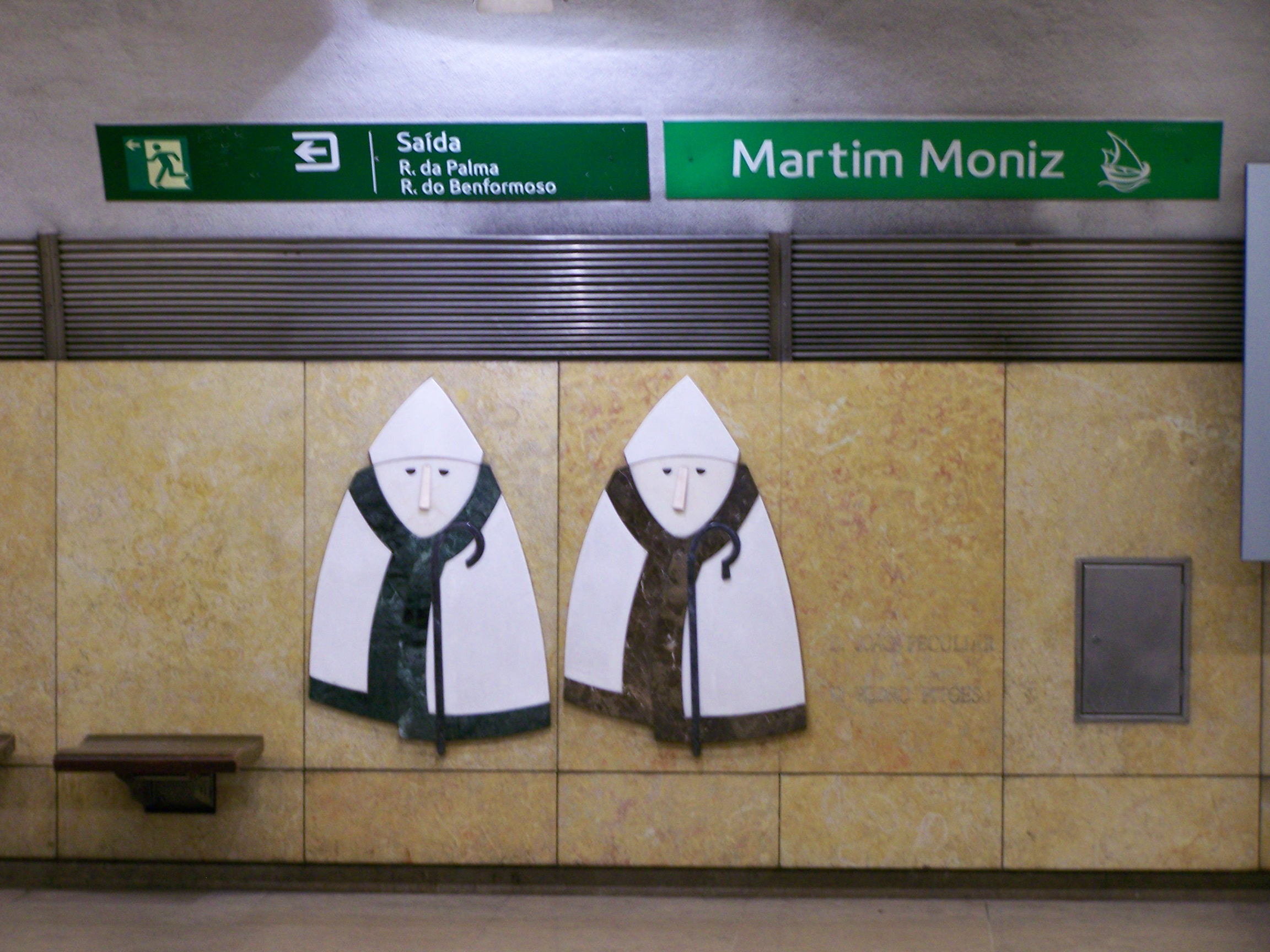
Декорація стін станції
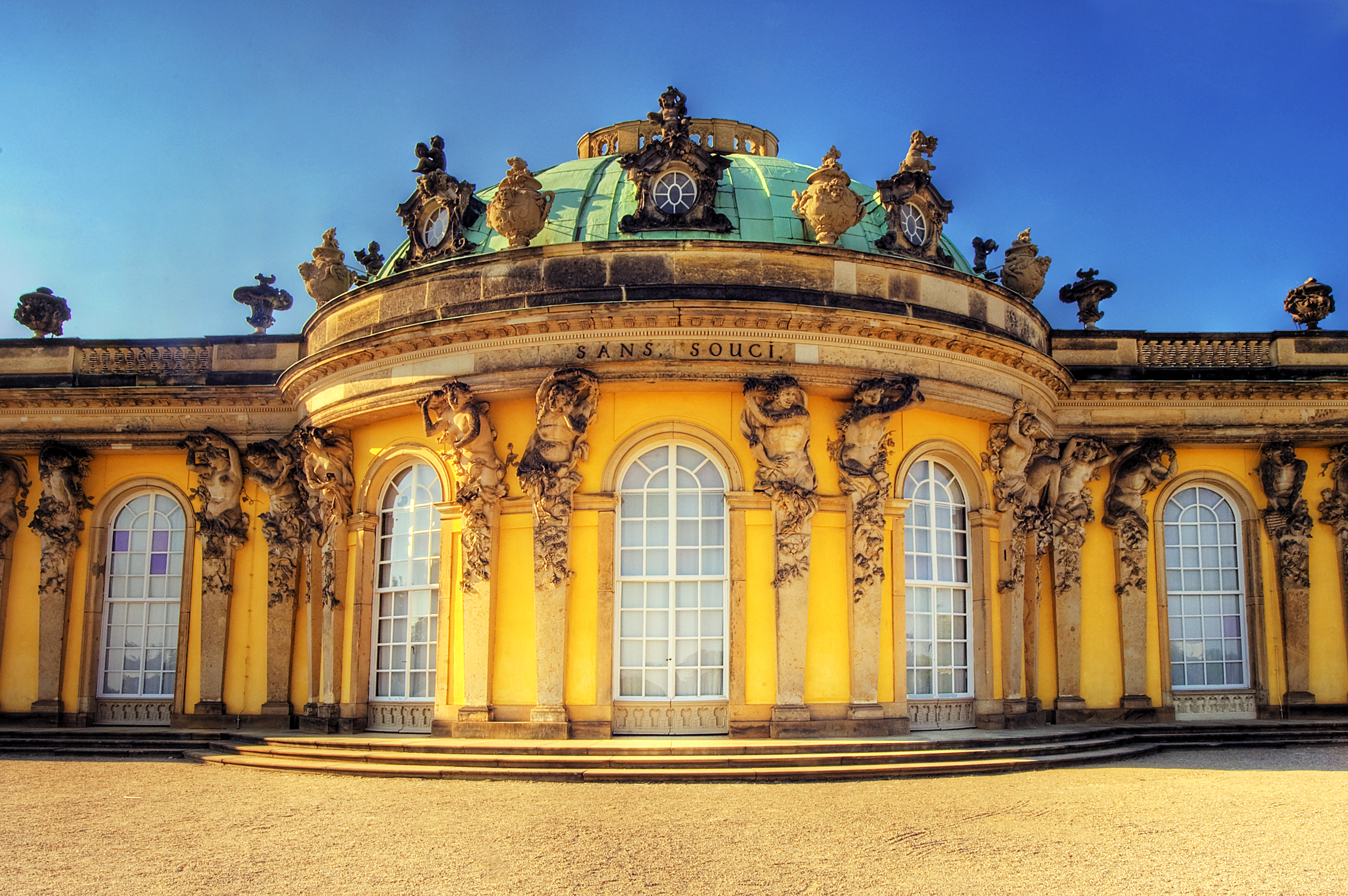
Палац Сансусі[5].
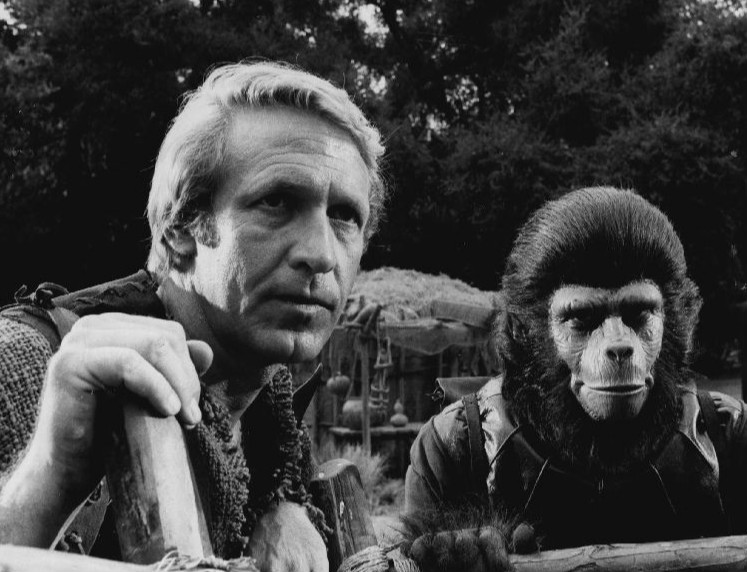
Персонажі телесеріалу «Планета мавп»
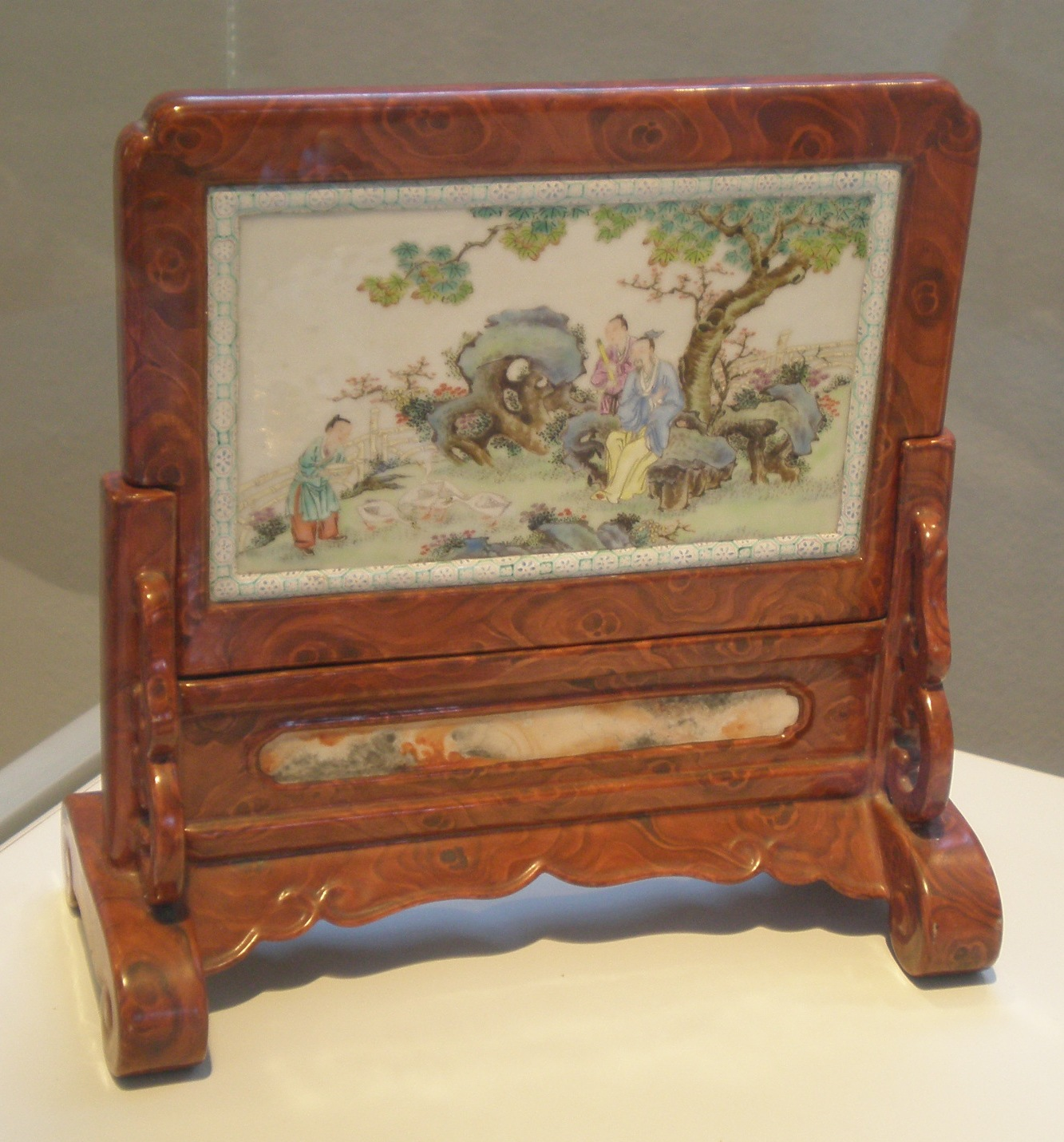
Декор порцеляни
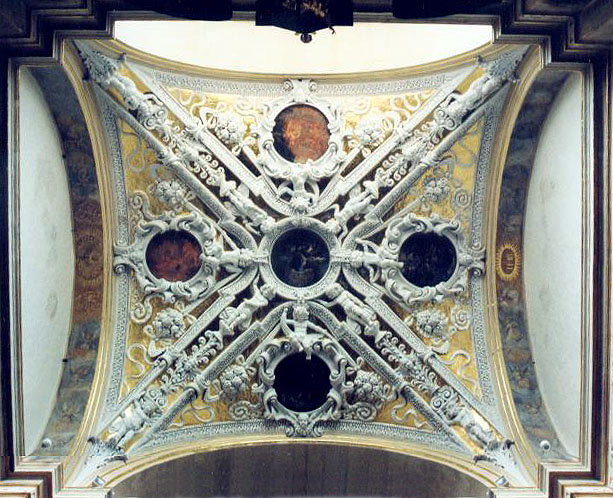
Церква Петра і Павла в Кракові, південні проходи в сховище. Автор: Pko, VI 2003
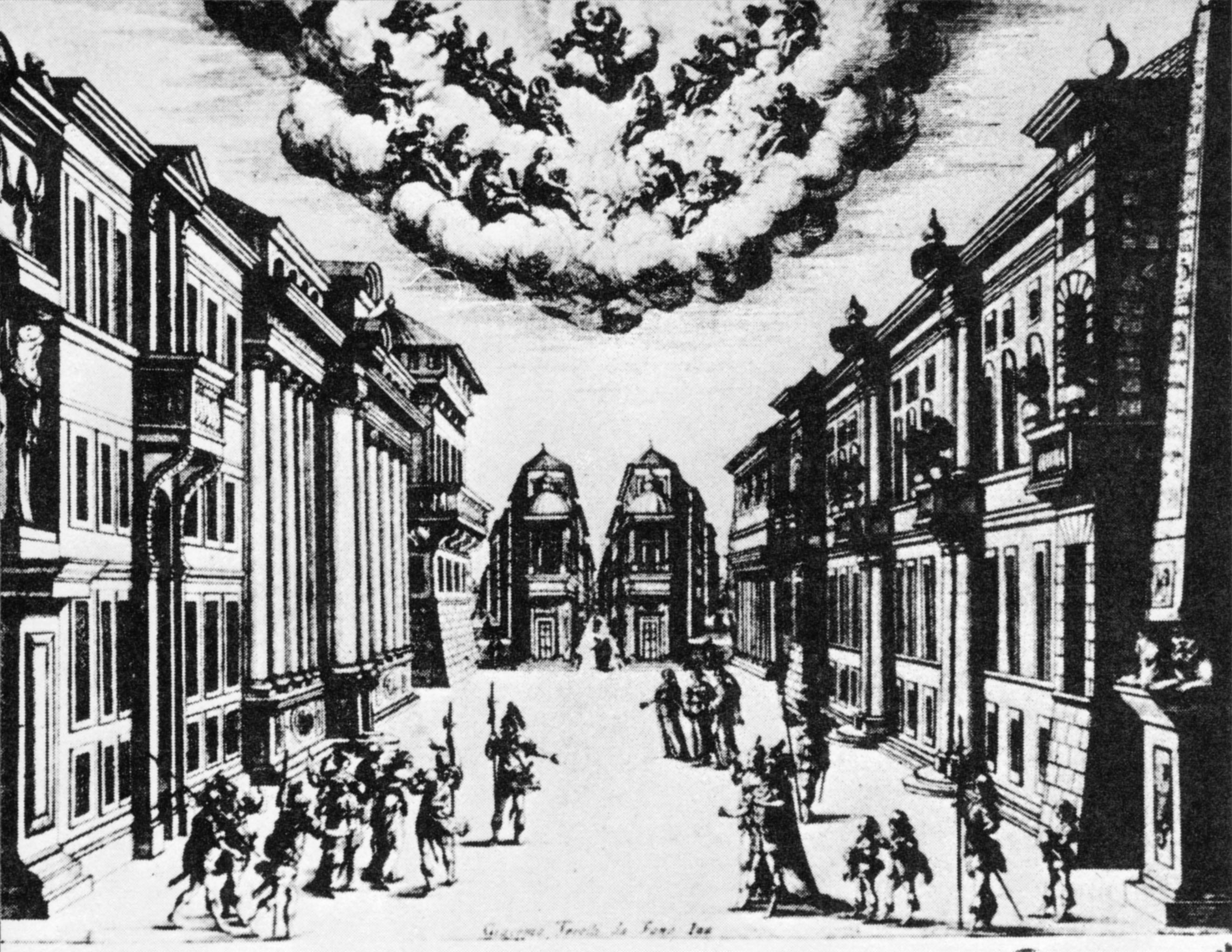
Театральна декорація до вистави
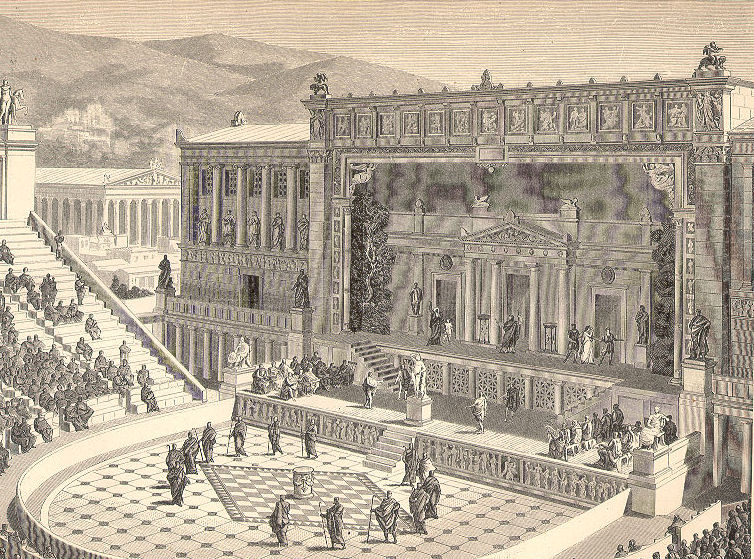
Сцена театру Діоніса в Афінах в добу Римської імперії
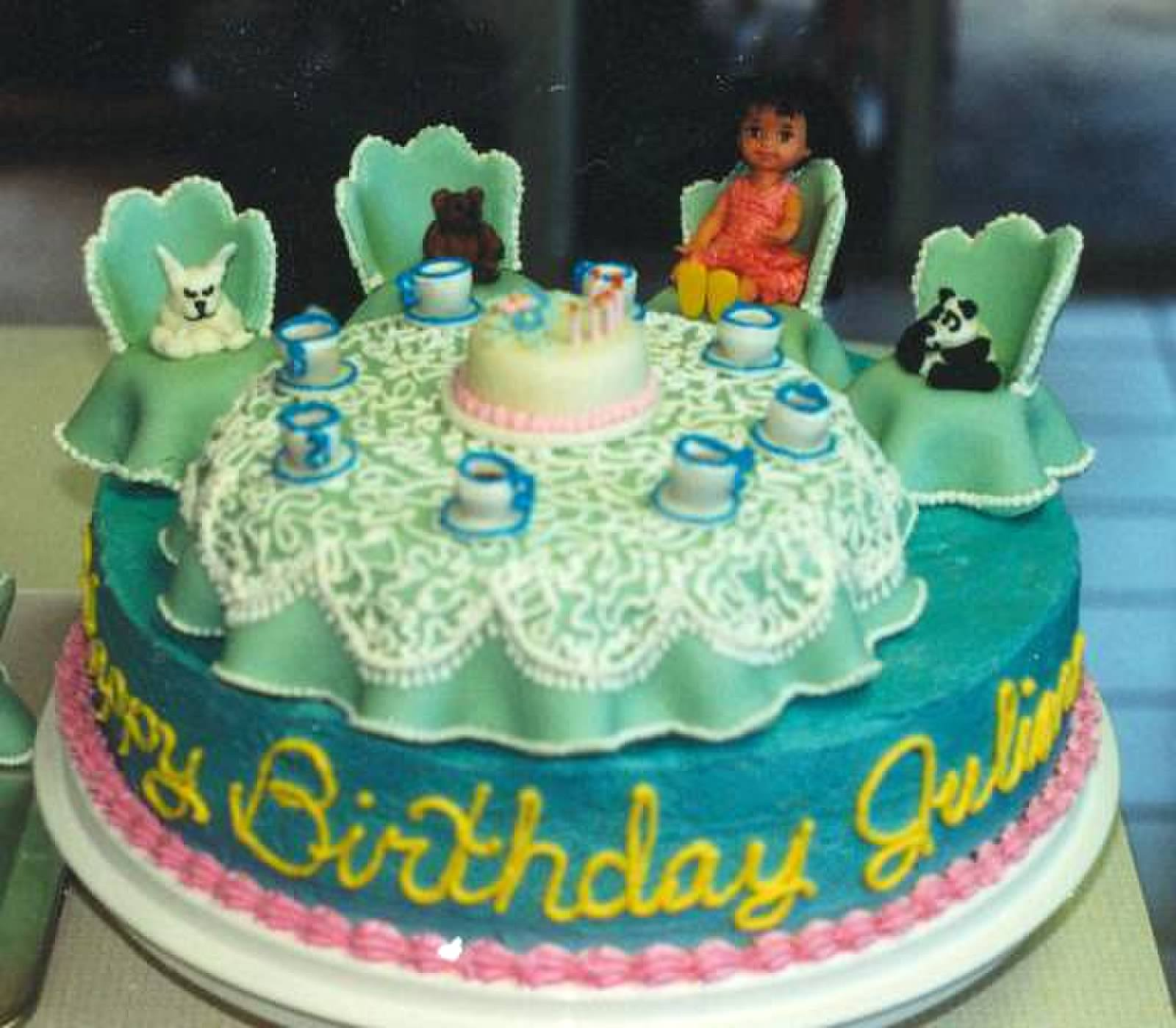
Декорація торта